# Чамское
Чамское — деревня в Уржумском районе Кировской области в составе Петровского сельского поселения.

## География
Находится в правобережье Вятки на левом берегу реки Буй на расстоянии примерно 17 километров на север от районного центра города Уржум.

## История
Известна с 1873 года, когда в ней было учтено дворов 19 и жителей 223, в 1905 29 и 173, в 1926 45 и 221, в 1950 38 и 103, в 1989 21 житель.

## Население
Постоянное население составляло 17 человек (русские 94 %) в 2002 году, 23 в 2010.